# Medcenter
Prima unitate medicală Medcenter a apărut în 1998 la Iași, iar în 2001 a fost deschisă prima clinică din București. În 2003 a urmat extinderea la Focșani, în 2004, a doua clinică în București, iar în 2005 a fost câștigată licitația pentru externalizarea serviciilor de laborator din Buzău, Brăila și Focșani.
Compania efectuează anual circa 3.000.000 de analize medicale și livrează servicii medicale pentru aproximativ 60.000 de pacienți.
Divizia de laborator a companiei Medcenter deține în România cinci laboratoare de medicină de laborator în București și în județele Buzău, Brăila, Vrancea și Constanța, din care unul independent, iar restul în spitale.
Portofoliul de analize cuprinde investigații de laborator din următoarele domenii: imunologie, biochimie, bacteriologie și parazitologie.
În anul 2007, cifra de afaceri Medcenter a fost de 8.5 milioane de euro.